# Could It Be Magic

Could It Be Magic est une chanson écrite et composée par Adrienne Anderson, Tony Orlando et Barry Manilow en 1971. La mélodie est basée sur le Prélude opus 28 n° 20 en do mineur de Frédéric Chopin.
Barry Manilow en est le premier interprète, avec le groupe de musiciens de studio Featherbed en 1971, puis en solo avec plusieurs versions publiées notamment en 1973 et 1975. Donna Summer popularise la chanson mondialement avec une version disco sortie en 1976. La chanson a été reprise par de nombreux artistes dont le groupe Take That en 1992 ou encore par The Puppini Sisters en 2007 sur leur album The Rise and Fall of Ruby Woo.
Le tube a été adapté en français par Jean-Michel Rivat en 1975 sous le titre Le Temps qui court et interprété par Alain Chamfort. Cette adaptation a été reprise par Alliage en 1997 et Les Enfoirés  en 2006.

## Version originale de Featherbed
Barry Manilow raconte avoir composé et écrit les prémices du morceau en 1971, alors qu'il était en train de jouer des airs de Frédéric Chopin. Après avoir trouvé les bonnes progressions d'accord, il se rend finalement compte que les accords principaux reprennent le Prélude opus 28 n° 20 en do mineur du compositeur franco-polonais.
Manilow envoie l'ébauche à Adrienne Anderson et Tony Orlando, producteur. Ces derniers participent à l'élaboration du morceau. Ils décident d'enregistrer une version interprétée par le groupe de musiciens de studio Featherbed, dans lequel Barry Manilow est intégré en chanteur. Alors que Manilow voulait ce morceau dans le style de Hey Jude, Tony Orlando retravaille le morceau dans un style pop en modifiant la mélodie et les paroles, le rapprochant plus du morceau Knock three times, qu'il avait précedemment interprété avec le groupe Dawn. Cette première version de Could It Be Magic est publiée dans un single par Bell Records en 1971. Cette première version du single passe inaperçue et ne rencontre aucun succès commercial.
Manilow n'avait à l'époque que des jingles publicitaires à son actif, ainsi qu'un single déjà interprété avec Featherbed, Amy, également écrit par Anderson et publié en 1971. Il dira par la suite que cette première version de Could It Be Magic ne le satisfaisait pas, en termes de paroles et d'arrangements,. Cela donnera lieu a des versions réarrangées en 1973 et 1975, plus fidèles à la composition originale.

## Versions solo de Barry Manilow
Malgré les débuts difficiles du morceau, le label identifie le potentiel de Barry Manilow, qui signe un contrat chez Bell Records, lui permettant de créer son premier album solo. Il travaille alors, avec le producteur Ron Dante, sur une nouvelle version de Could It Be Love, plus longue et plus proche de l'idée originale qu'il avait eu du morceau. Les paroles sont en partie différentes de celles chantée dans la version de 1971. Le troisième vers devient notamment « Sweet Melissa, angel of my lifetime », et ferait référence à Melissa Manchester, à l'époque choriste de Bette Midler, et proche de Manilow,. Les deux artistes ont collaboré à de nombreuses reprises,. Cette version de plus de 7 minutes est publié en 1973 dans le premier album éponyme Barry Manilow, ainsi qu'en face B du single Cloudburst.
En 1974, Manilow signe un deuxième album avec Bell Records, nommé Barry Manilow II. Peu après, Columbia Records décide de la fusion des différents labels en sa possession, dont Bell faisait partie, vers le nouveau Arista records. Fort du succès national de l'album, il est décidé de publier une ré-édition du premier album sous ce nouveau label. À cette occasion, plusieurs morceaux sont réarrangés, dont Could It Be Love, avec une nouvelle version légèrement plus courte de 6:50, sur les conseils de Clive Davis, président de Columbia Records à l'époque, qui décide d'en faire le "magic single" qui ferait vendre l'album, malgré sa longueur inhabituelle.
Une version plus courte de 4:14 est également publiée en Single la même année. C'est cette version qui aura le plus de succès et atteindra notamment la 6ème place du Billboard Hot 100 aux États-Unis, et la 25ème place à l'Official Single Chart au Royaume Uni.
En 1993, Manilow et Trevor Horn retravaillent une version plus moderne, inspirés des reprises sorties entre temps, et publient une version reprenant les cuivres et les cordes originales, avec un nouvel arrangement de percussions, basses et synthétiseurs. Cette version fait un aller-retour entre la ballade de 1975 et la version plus rythmée et pop de Take That de 1992. Cette version sortira dans un single exclusif au Royaume-Uni.
Plusieurs autres versions du morceau sont par la suite republiées dans les différentes compilations de l'artiste, reprenant ou bien la version longue, ou bien la version single de 1975.

### Classements Hebdomadaires
| Classement (1975)                  | Meilleure position |
| ---------------------------------- | ------------------ |
| Canada (Top Singles)               | 4                  |
| Canada (Adult Contemporary Tracks) | 3                  |
| Royaume-Uni (UK Singles Chart)     | 25                 |
| États-Unis (Hot 100)               | 6                  |
| États-Unis (Adult Contemporary)    | 4                  |

## Version de Donna Summer
La version de Donna Summer ne tarde pas à être publiée, puisqu'elle voit le jour le 11 janvier 1976 en single, seulement quelques mois après la sortie du single de Barry Manilow. Cette reprise reprend les paroles originales de la chanson, où la chanteuse américaine modifie seulement le passage "Sweet Melissa" en "Oh Sweet Peter", en référence à son compagnon de l'époque, Peter Mühldorfer. Giorgio Moroder, producteur emblématique de la chanteuse, et Pete Bellotte, retravaillent l'instrumentale pour l'adapter au disco caractéristique de Donna Summer. Quelques mois plus tard, la chanson fait partie du troisième album de Donna Summer, A Love Trilogy, également publié par Oasis Records.

### Classements Hebdomadaires
| Classement (1976)                       | Meilleure position |
| --------------------------------------- | ------------------ |
| Autriche (Ö3 Austria Top 40)            | 14                 |
| Belgique (Flandre Ultratop 50 Singles)  | 5                  |
| Belgique (Wallonie Ultratop 50 Singles) | 4                  |
| Canada (Top Singles)                    | 64                 |
| France (SNEP)                           | 105                |
| Pays-Bas (Nederlandse Top 40)           | 2                  |
| Pays-Bas (Single Top 100)               | 5                  |
| Royaume-Uni (UK Singles Chart)          | 40                 |
| États-Unis (Hot 100)                    | 52                 |
| États-Unis (Adult Contemporary)         | 47                 |
| États-Unis (R&B/Hip-Hop Songs)          | 21                 |
| Allemagne (GfK Entertainment)           | 23                 |

### Classements Annuels
| Classement (1976)              | Meilleure position |
| ------------------------------ | ------------------ |
| Belgique (Flandre Ultratop 50) | 35                 |
| Italie (FIMI)                  | 48                 |
| Pays-Bas (Nederlandse Top 40)  | 14                 |
| Pays-Bas (Single Top 100)      | 20                 |

### Certifications
| Pays               | Certification | Ventes  |
| ------------------ | ------------- | ------- |
| Philippines (PARI) | Platine       | 120 000 |

## Version de Take That
Le boys band Take That, qui a notamment propulsé Robbie Williams, est à l'origine d'une quatrième version de Could It Be Magic, publiée en 1992 par RCA Records. Cette reprise pop de la chanson reprend une partie de l'arrangement précédent de Giorgio Moroder et Pete Bellotte, en ajoutant des synthétiseurs, des basses et des percussions plus modernes. Encore une fois, les paroles reprennent essentiellement celles écrites par Adrienne Anderson en 1973, en modifiant le "Sweet Melissa" de Manilow par "You're my lifeline". La chanson est au coeur du premier album studio du groupe, Take That & Party. Could It Be Magic n'apparait que sur la version CD/vinyle de l'album, mais pas sur la version cassette,.
Le single vaudra au groupe sa première récompense lors des Brit Awards 1993, où ils obtiennent le prix de chanson de l'année.

### Classements hebdomadaires
| Classement (1976)                      | Meilleure position |
| -------------------------------------- | ------------------ |
| Allemagne (GfK Entertainment)          | 37                 |
| Australie (ARIA)                       | 30                 |
| Belgique (Flandre Ultratop 50 Singles) | 8                  |
| France (SNEP)                          | 42                 |
| Pays-Bas (Nederlandse Top 40)          | 16                 |
| Pays-Bas (Single Top 100)              | 15                 |
| Royaume-Uni (UK Singles Chart)         | 3                  |
| Suède (Sverigetopplistan)              | 30                 |

### Classements Annuels
| Classement (1976)              | Meilleure position |
| ------------------------------ | ------------------ |
| Belgique (Flandre Ultratop 50) | 67                 |

### Certifications
| Pays              | Certification | Ventes  |
| ----------------- | ------------- | ------- |
| Royaume-Uni (BPI) | Argent        | 345 000 |

## Adaptations
- En 1975, une adaptation française de la version interprétée par Barry Manilow est signée Jean-Michel Rivat et interprétée par Alain Chamfort, Le Temps qui court. L'arrangement ressemble à celui de la version single sortie la même année par Manilow. Cette adaptation atteint notamment la 40ème position en France[56] et en Belgique (Wallonie)[57]. Le Temps qui court fait par la suite l'objet de plusieurs reprises, parmi lesquelles celle du boys band Alliage en 1997 qui atteint la 13ème place en France et la 32ème en Wallonie[58], puis celle du collectif Les Enfoirés en 2006, la plus populaire, atteignant la 4ème position en France et la 2ème en Wallonie[59].